# Tomás Carbonell (obispo)

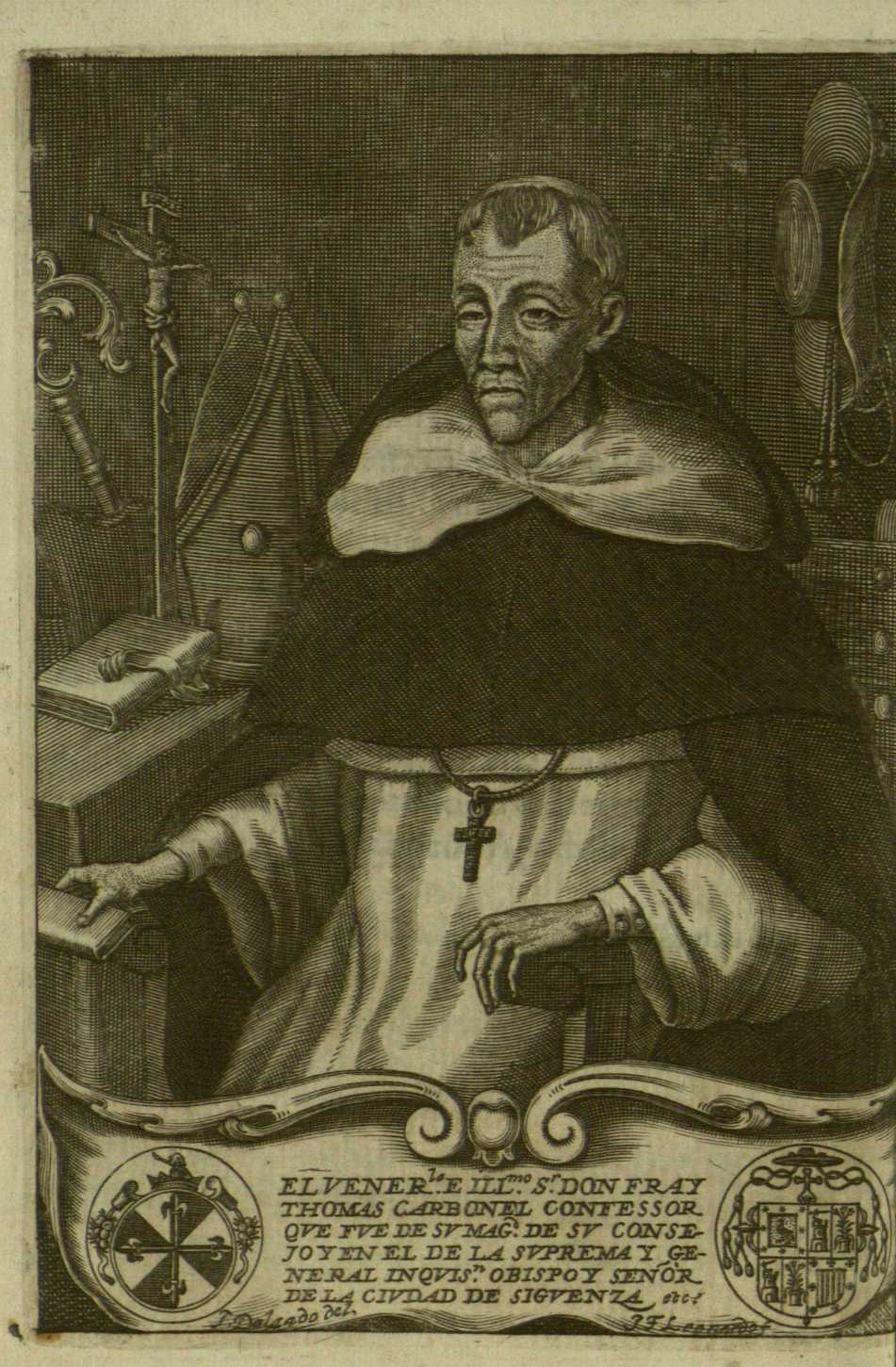
Retrato de fray Tomás Carbonell, grabado de Juan Francisco Leonardo sobre un dibujo de Juan Delgado publicado con la Vida y virtudes del Illmo. señor don Fr. Thomas Carbonel, obispo y señor de Sigüenza de Tomás Reluz, Madrid, 1695.

Tomás Carbonell (Madrid, 1620-Sigüenza, 5 de abril de 1692), llamado en el siglo Baltasar, fue un religioso dominico español, confesor del rey Carlos II, inquisidor de la Suprema y obispo de Sigüenza desde 1677 hasta su muerte.
| Predecesor: Pedro de Godoy | Obispo de Sigüenza 1677 – 1692 | Sucesor: Juan Grande Santos de San Pedro |